# Rybitwa krótkodzioba
Rybitwa krótkodzioba (Gelochelidon nilotica) – gatunek średniej wielkości ptaka wodnego z rodziny mewowatych (Laridae). Kosmopolityczny, wędrowny.

## Podgatunki i zasięg występowania
Rybitwa krótkodzioba zamieszkuje w zależności od podgatunku:
- Gelochelidon nilotica nilotica – południowa Europa i Maghreb, a na wschodzie po Bliski Wschód, Kazachstan, północne Indie i północno-wschodnie Chiny (północno-wschodnia Mongolia Wewnętrzna). Zimuje w pasie od międzyzwrotnikowej Afryki, przez Zatokę Perską po Indie. Do Polski zalatuje sporadycznie (41 stwierdzeń do 2021 roku, łącznie zaobserwowano 47 osobników[8]).
- Gelochelidon nilotica affinis – rozmnaża się od południowo-wschodniej Syberii na południe do wschodniej i południowo-wschodniej Chińskiej Republiki Ludowej; zimuje głównie w południowo-wschodniej Azji, z niektórymi rozciągającymi się na zachód do subkontynentu indyjskiego i na południowy wschód do Australii.
- Gelochelidon nilotica aranea – wschodnie wybrzeże USA od New Jersey (rzadko Nowego Jorku) na południe do Teksasu, a także Kuba, Bahamy i Portoryko, a sporadycznie wzdłuż wybrzeża Meksyku do Jukatanu; zimuje wzdłuż wybrzeży Ameryki Środkowej i na południe do Brazylii i Peru.
- Gelochelidon nilotica vanrossemi – zachodnie wybrzeże Ameryki Północnej od Kalifornii po Zatokę Tehuantepec; izolowane lęgi stwierdzono na Alasce (w delcie Rzeki Miedzianej). Zimą przemieszcza się na południe, osiągając Ekwador.
- Gelochelidon nilotica gronvoldi – wybrzeża i brzegi rzek od Gujany Francuskiej po północno-wschodnią Argentynę.

Lęgi odnotowano też w Kolumbii i Ekwadorze, prawdopodobnie należały do podgatunku gronvoldi lub aranea, a być może do nieopisanego jeszcze podgatunku.
Za podgatunek rybitwy krótkodziobej uznawano też rybitwę czarnodziobą (Gelochelidon macrotarsa) z Australii, lecz jest ona obecnie klasyfikowana jako odrębny gatunek.

## Morfologia

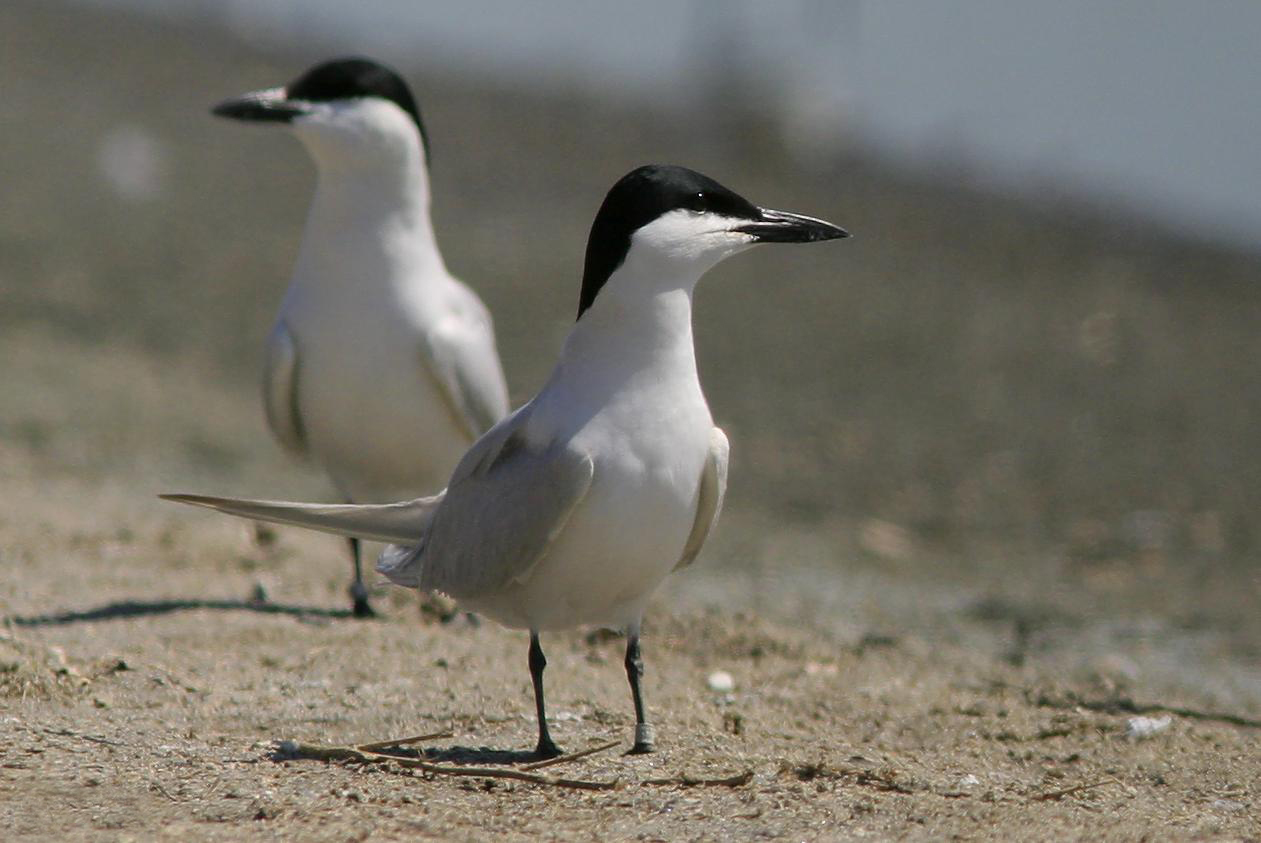
Osobniki w szacie godowej (Kalifornia)

Cechy gatunkuBrak wyraźnego dymorfizmu płciowego. W upierzeniu godowym wierzch głowy i końce skrzydeł czarne, grzbiet i pokrywy skrzydłowe popielate, reszta ciała biała. Dziób i nogi czarne. W szacie spoczynkowej głowa staje się szarawa. Osobniki młodociane podobne do dorosłych w szacie spoczynkowej, jednak na grzbiecie i ogonie mają brązowawe plamki.
Wymiary średniedługość ciała ok. 33–43 cm
rozpiętość skrzydeł ok. 85–103 cm
masa ciała ok. 130–300 g (u  G. n. nilotica 190–290 g, u G. n. aranea 160–205 g, u G. n. vanrossemi 163–205 g)

## Ekologia i zachowanie

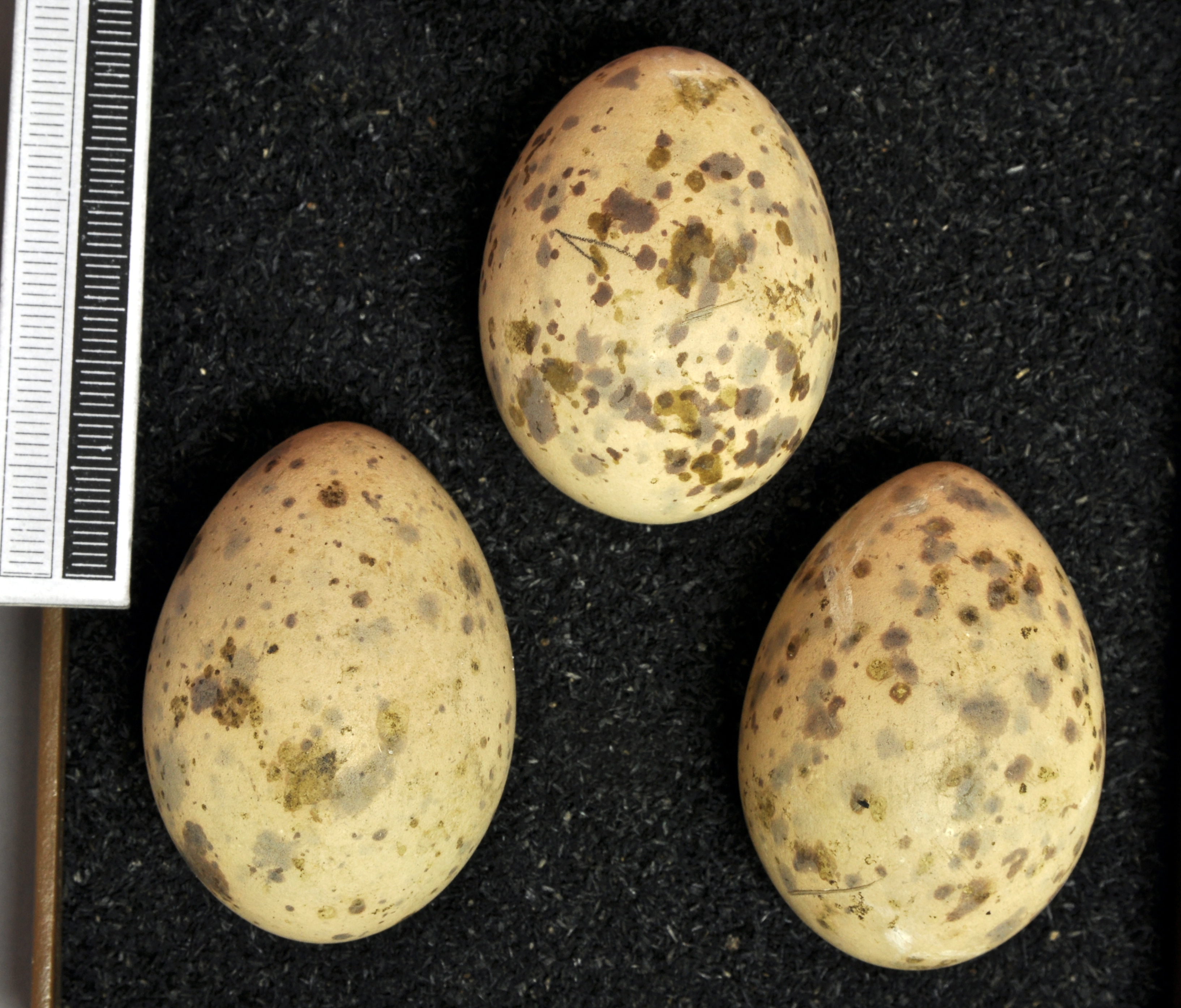
Jaja z kolekcji muzealnej

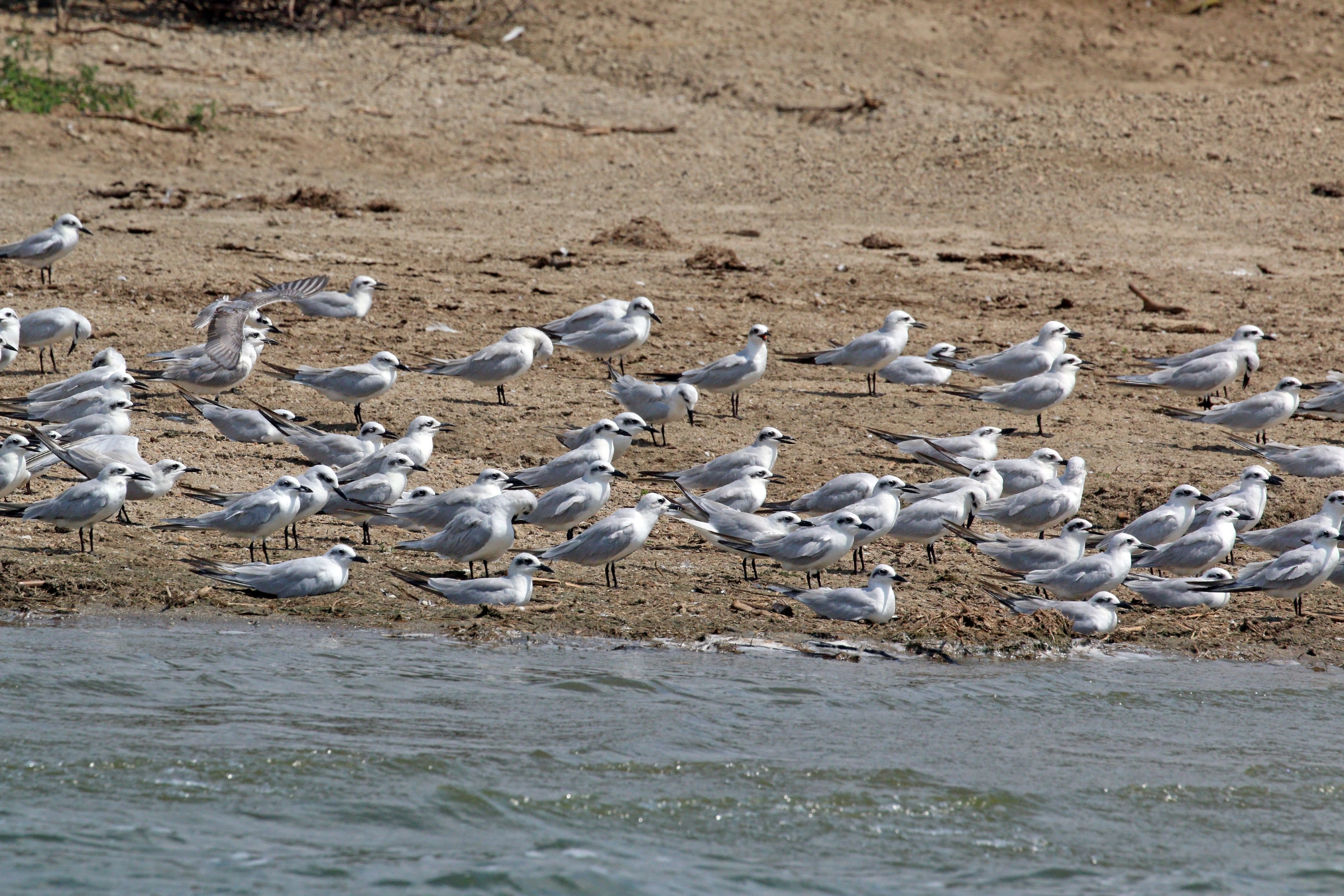
Stado rybitew krótkodziobych w szacie spoczynkowej (Uganda)

BiotopGniazduje na piaszczystych wybrzeżach lub mierzejach. Podczas żerowania odwiedza także wydmy, bagna, połacie błotnistych terenów i przybrzeżne zarośla.
GniazdoGniazdo jest wydrapanym w podłożu dołkiem. Niekiedy ptaki wyściełają je kawałkami muszli lub podobnymi wizualnie do traw roślinami.
JajaW zniesieniu 1–3 jaj (dane dla Georgii).
Wysiadywanie, pisklętaJaja wysiadywane są przez 22–23 dni przez obydwoje rodziców. Puszyste, kremowe pisklęta po kilku dniach opuszczają gniazdo. Po 28–35 dniach potrafią latać i przemieszczają się na pobliskie plaże, gdzie karmią je rodzice.
PożywienieOwady, kraby, raki, jaszczurki, małe ssaki, płazy, ryby, okazjonalnie ptasie pisklęta, także innych gatunków rybitw.

## Status i ochrona
Międzynarodowa Unia Ochrony Przyrody (IUCN) uznaje rybitwę krótkodziobą za gatunek najmniejszej troski (LC – Least Concern). Liczebność światowej populacji (wliczając rybitwę czarnodziobą uznawaną obecnie za osobny gatunek) w 2006 roku szacowano na 150–420 tysięcy osobników. Globalny trend liczebności oceniany jest jako spadkowy ze względu na utratę i degradację siedlisk. W 2015 roku organizacja BirdLife International szacowała, że liczebność populacji europejskiej rośnie.
W Polsce rybitwa krótkodzioba jest objęta ścisłą ochroną gatunkową.